# Agüi-Xapsug
Agüi-Xapsug - Агуй-Шапсуг (rus) - és un aül del krai de Krasnodar, a Rússia. Es troba als vessants meridionals de l'extrem oest del Caucas occidental, a la desembocadura del riu Kolakho en el riu Agoi, a 9 km al nord-oest de Tuapsé i a 97 km al sud de Krasnodar.
Pertany al poble de Nébug.

## Història
La vila de Karpovka (en homenatge al coronel Karpova, que rebé aquestes terres a la vall del riu Agoi) fou fundada el 1872 en l'emplaçament d'una anterior població xapsug. El 1905 tenia 60 llars a Karpovka i 16 a Koliakho, població que acabà integrant-se en l'anterior. Després de la revolució, fou rebatejada com l'aül Karpovski. El 1935 fou de nou rebatejada com el poble Kúibixevka en honor de Valerian Kúibixev. L'1 de març del 1993 finalment la vila rebé el seu nom i estatus actuals.